# Cratere Despréz
Despréz è un cratere d'impatto presente sulla superficie di Mercurio, a 81,05° di latitudine nord e 102,89° di longitudine ovest. Il suo diametro è pari a 47,05 km.
Il cratere è stato battezzato dall'Unione Astronomica Internazionale in onore del compositore francese Josquin Despréz.